# Valerie Hobson
Valerie Hobson, nome completo Babette Valerie Louise Hobson (Larne, 14 aprile 1917 – Westminster, 13 novembre 1998), è stata un'attrice britannica.

## Biografia
Di origini irlandesi, figlia di un ufficiale dell'esercito, Valerie Hobson frequentò la Royal Academy of Dramatic Art e seguì per sei anni i corsi di una scuola di danza, dove però fu giudicata troppo alta per una carriera da ballerina.
La Hobson fece il suo esordio sul palcoscenico in Two Hearts in Waltz Time e, all'età di sedici anni, debuttò sul grande schermo nel film Occhi di fata (1934). L'anno successivo firmò un contratto con la Universal Pictures e lavorò a Hollywood in alcuni film dell'orrore, tra i quali La moglie di Frankenstein (1935) di James Whale e Il segreto del Tibet (1935).
Scontenta dei ruoli affidateli, fece ritorno in patria e divenne una delle colonne del cinema britannico, specializzandosi in ruoli eleganti e aristocratici che fecero di lei la quintessenza dell'attrice inglese.
Dal suo ritorno e durante gli anni quaranta apparve in alcuni dei più celebri film drammatici del periodo, come La spia in nero (1939), nel ruolo di una scaltra e disinvolta agente segreto che fa il doppio gioco, Grandi speranze (1946), tratto dal romanzo di Charles Dickens, nel ruolo di Estella, e Sangue blu (1949). Nel 1953 interpretò Anna Leonowens nella prima produzione londinese del musical The King and I.
Tornò sporadicamente sulle scene e nel 1977 interpretò il ruolo della madre frivola che sfrutta inconsciamente la devozione del proprio figlio nel film The Rocking Horse Winner.

### Vita privata
Ritiratasi dalle scene alla metà degli anni cinquanta, dopo il divorzio dal produttore Anthony Havelock-Allan sposò in seconde nozze il politico britannico conservatore John Profumo. Nel 1963, dovette far fronte al clamoroso scandalo sessuale che coinvolse il marito, all'epoca Segretario di Stato per la guerra, e fece cadere il governo britannico di Harold Macmillan l'anno successivo, conosciuto come lo Scandalo Profumo.
La Hobson morì all'età di 81 anni a causa di un infarto ; il corpo fu cremato al Mortlake Crematorium secondo i suoi desideri. Metà delle sue ceneri furono sepolte nella tomba di famiglia a Hersham, un sobborgo di Elmbridge, mentre il resto fu disperso dai figli David Profumo e Mark Havelock-Allan vicino alla fattoria di famiglia in Scozia.

## Filmografia parziale
- Badger's Green, regia di Adrian Brunel (1934)
- L'incredibile realtà (Life Returns), regia di Eugene Frenke e James P. Hogan (1935)
- La moglie di Frankenstein (Bride of Frankenstein), regia di James Whale (1935)
- Mystery of Edwin Drood, regia di Stuart Walker (1935)
- Il segreto del Tibet (Werewolf of London), regia di Stuart Walker (1935)
- Lotta di spie (The Great Impersonation), regia di Alan Crosland (1935)
- Intrighi in Oriente (Secret of Stamboul), regia di Andrew Marton (1936)
- Per la sua donna (Jump for Glory), regia di Raoul Walsh (1937)
- Il principe Azim (The Drum), regia di Zoltán Korda (1938)
- Un cronista in gamba (This Man Is News), regia di David MacDonald (1938)
- Ali che non tornano (Q Planes), regia di Tim Whelan e Arthur B. Woods (1939)
- La spia in nero (The Spy in Black), regia di Michael Powell (1939)
- Contrabbando (Contraband), regia di Michael Powell (1940)
- Le avventure di Tartù (The Adventures of Tartu), regia di Harold S. Bucquet (1943)
- Grandi speranze (Great Expectations), regia di David Lean (1946)
- Strada senza ritorno (The Small Voice), regia di Fergus McDonnell (1948)
- Stirpe dannata (Blanche Fury), regia di Marc Allégret (1948)
- The Interrupted Journey, regia di Daniel Birt (1949)
- Sangue blu (Kind Hearts and Coronets), regia di Robert Hamer (1949)
- Asso pigliatutto (The Card), regia di Ronald Neame (1952)
- Le amanti di Monsieur Ripois (Monsieur Ripois), regia di René Clément (1954)

## Doppiatrici italiane
Nelle versioni in italiano delle opere in cui ha recitato, Valerie Hobson è stato doppiata da:
- Lydia Simoneschi ne La moglie di Frankenstein, Il principe Azim
- Tina Lattanzi in Intrighi in oriente, Sangue blu
- Dhia Cristiani in Grandi speranze
- Giovanna Scotto in Asso pigliatutto
- Andreina Pagnani ne Le amanti di Monsieur Ripois
- Maria Pia Di Meo ne La moglie di Frankenstein (ridoppiaggio)
- Cristina Giachero ne Il segreto del Tibet (ridoppiaggio)
- Roberta Greganti ne La spia in nero (ridoppiaggio)